# Monchaux-Soreng
Pour les articles homonymes, voir Soreng.
Monchaux-Soreng est une commune française située dans le département de la Seine-Maritime en région Normandie.

## Géographie

### Description
Monchaux-Soreng est une commune rurale normande de la vallée de la Bresle située à 25 km au sud-ouest d'Abbeville, 50 km ) l'ouest d'Amiens, 23 km au nord-ouest d'Aumale, 27 km au nord-est de Neufchâtel-en-Bray, 37 km à l'est de Dieppe et 20 km au sud-est du Tréport et du littoral de la Manche.
La commune est à une altitude moyenne de 50 m.

### Communes limitrophes
Les communes limitrophes sont  Bazinval, Blangy-sur-Bresle, Bouttencourt, Dancourt, Gamaches, Guerville, Longroy et Rieux.
| Longroy Guerville | Gamaches (Somme) | Bouttencourt (Somme) |
| Bazinval          | Monchaux-Soreng  | Blangy-sur-Bresle    |
| Dancourt          |                  | Rieux                |

### Hydrographie
La commune est située dans le bassin Seine-Normandie. Elle est drainée par la Bresle et divers de ses bras, un bras le fossé Blanc, le canal Doliger et divers autres petits cours d'eau,.
La Bresle est un fleuve côtier d'une longueur de 68 km, qui prend sa source dans la commune d'Abancourt, à 180 mètres d’altitude, et se jette  dans la Manche au Tréport, après avoir traversé 30 communes. 
Deux plans d'eau complètent le réseau hydrographique : le plan d'eau 1 de la commune de Monchaux-Soreng (1,67 ha) et le plan d'eau 2 de la commune de Longroy (3,81 ha),. Les zones humides et étangs sont fréquentés par les pêcheurs.

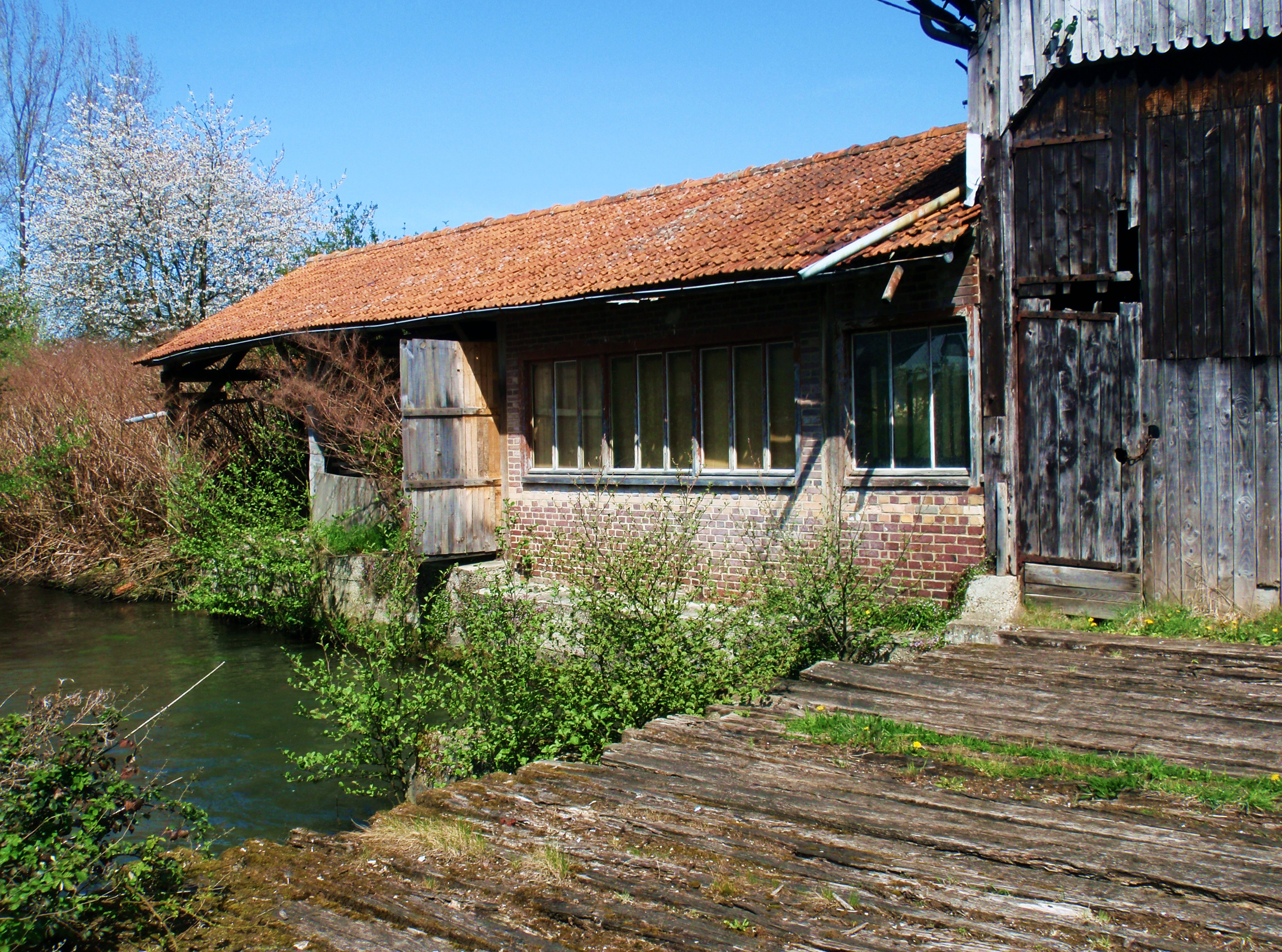
Ancienne usine le long de la rivière, sans doute un ancine moulin.
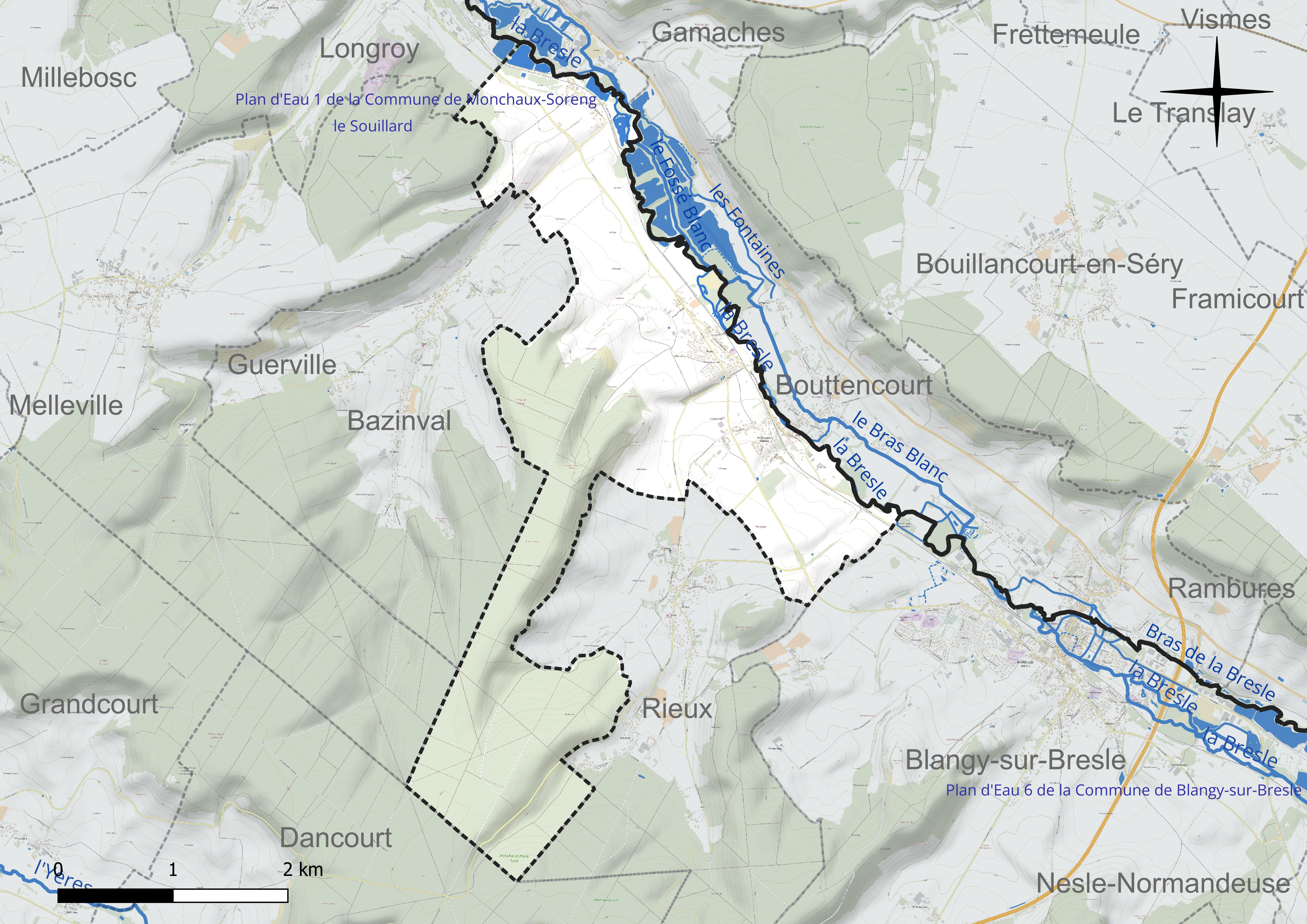
Réseau hydrographique de Monchaux-Soreng.

### Climat
Pour des articles plus généraux, voir Climat de la Normandie et Climat de la Seine-Maritime.
En 2010, le climat de la commune est de type climat océanique altéré, selon une étude du CNRS s'appuyant sur une série de données couvrant la période 1971-2000. En 2020, Météo-France publie une typologie des climats de la France métropolitaine dans laquelle la commune est exposée à un climat océanique et est dans la région climatique Côtes de la Manche orientale, caractérisée par un faible ensoleillement (1 550 h/an) ; forte humidité de l’air (plus de 20 h/jour avec humidité relative > 80 % en hiver), vents forts fréquents. Parallèlement le GIEC normand, un groupe régional d’experts sur le climat, différencie quant à lui, dans une étude de 2020, trois grands types de climats pour la région Normandie, nuancés à une échelle plus fine par les facteurs géographiques locaux. La commune est, selon ce zonage, exposée à un « climat contrasté des collines », correspondant au Pays de Bray, bien arrosé et frais.
Pour la période 1971-2000, la température annuelle moyenne est de 10,6 °C, avec une amplitude thermique annuelle de 13,3 °C. Le cumul annuel moyen de précipitations est de 824 mm, avec 12,7 jours de précipitations en janvier et 8,7 jours en juillet. Pour la période 1991-2020, la température moyenne annuelle observée sur la station météorologique la plus proche, située sur la commune d'Oisemont à 12 km à vol d'oiseau, est de 11,1 °C et le cumul annuel moyen de précipitations est de 801,4 mm,. Pour l'avenir, les paramètres climatiques de la commune estimés pour 2050 selon différents scénarios d'émission de gaz à effet de serre sont consultables sur un site dédié publié par Météo-France en novembre 2022.

### Milieux naturels et biodiversité
Une partie de la Forêt d'Eu occupe la partie sud du territoire communal.

## Urbanisme

### Typologie
Au 1er janvier 2024, Monchaux-Soreng est catégorisée commune rurale à habitat dispersé, selon la nouvelle grille communale de densité à sept niveaux définie par l'Insee en 2022.
Elle est située hors unité urbaine. Par ailleurs la commune fait partie de l'aire d'attraction de Blangy-sur-Bresle, dont elle est une commune de la couronne,. Cette aire, qui regroupe 8 communes, est catégorisée dans les aires de moins de 50 000 habitants,.

### Occupation des sols

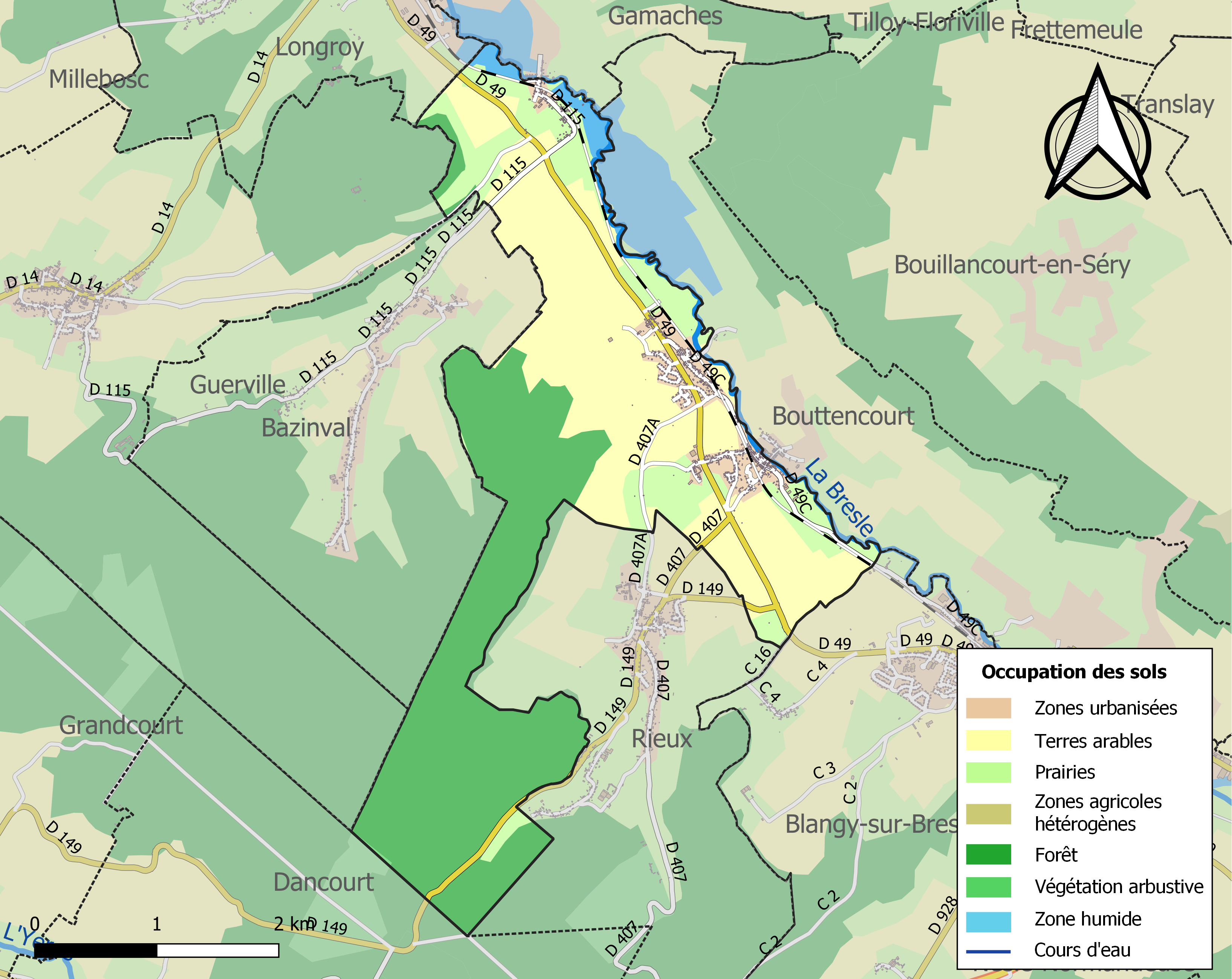
Carte des infrastructures et de l'occupation des sols de la commune en 2018 (CLC).

L'occupation des sols de la commune, telle qu'elle ressort de la base de données européenne d’occupation biophysique des sols Corine Land Cover (CLC), est marquée par l'importance des territoires agricoles (51,5 % en 2018), une proportion sensiblement équivalente à celle de 1990 (51,8 %). La répartition détaillée en 2018 est la suivante : 
forêts (40,9 %), terres arables (35,6 %), prairies (15,9 %), zones urbanisées (5,6 %), eaux continentales (1,8 %), milieux à végétation arbustive et/ou herbacée (0,2 %). L'évolution de l’occupation des sols de la commune et de ses infrastructures peut être observée sur les différentes représentations cartographiques du territoire : la carte de Cassini (XVIIIe siècle), la carte d'état-major (1820-1866) et les cartes ou photos aériennes de l'IGN pour la période actuelle (1950 à aujourd'hui).

### Lieux-dits, hameaux et écarts
La commune compte deux hameaux, Soreng et l'Épinoy, qui ont été d'anciennes communes.

### Habitat et logement
En 2020, le nombre total de logements dans la commune était de 297, alors qu'il était de 293 en 2015 et de 276 en 2010.
Parmi ces logements, 89,9 % étaient des résidences principales, 4 % des résidences secondaires et 6,1 % des logements vacants. Ces logements étaient pour 99,7 % d'entre eux des maisons individuelles et pour 0,3 % des appartements.
Le tableau ci-dessous présente la typologie des logements à Monchaux-Soreng en 2020 en comparaison avec celle de la Seine-Maritime et de la France entière. Une caractéristique marquante du parc de logements est ainsi une proportion de résidences secondaires et logements occasionnels (4 %) inférieure à celle du département (4,1 %) et à celle de la France entière (9,7 %). Concernant le statut d'occupation de ces logements, 82,8 % des habitants de la commune sont propriétaires de leur logement (79,5 % en 2015), contre 53 % pour la Seine-Maritime et 57,5 pour la France entière.
| Typologie                                               | Monchaux-Soreng | Seine-Maritime | France entière |
| ------------------------------------------------------- | --------------- | -------------- | -------------- |
| Résidences principales (en %)                           | 89,9            | 87,9           | 82,1           |
| Résidences secondaires et logements occasionnels (en %) | 4               | 4,1            | 9,7            |
| Logements vacants (en %)                                | 6,1             | 8,1            | 8,2            |

### Voies de communication et transports
La commune, aisément accessible depuis l'autoroute A28, est desservie par la RD 49, qui suit la rive gauche de la Bresle.
La ligne d'Épinay - Villetaneuse au Tréport - Mers traverse la commune, mais la station de chemin de fer la plus proche est la gare de Blangy-sur-Bresle, desservie par des trains TER Hauts-de-France, qui effectuent des missions entre les gares de Beauvais, ou d'Abancourt, et du Tréport - Mers.
Un chemin de randonnée passe à Monchaux-Soreng.

## Toponymie
Les localités de l’Epinay et de Soreng ont été réunies sous le nom de Soreng l’Epinoy en 1790. Monchaux a été réunie à Soreng-l'Épinay sous le nom de Monchaux-Soreng  par une ordonnance royale du 12 décembre 1823.
Monchaux est attesté sous les formes Monticellos en 712 ; de Moncellis au début du XIIe siècle ; de Monchiaux en 1225 (Archives départementales de la Seine-Maritime, M. 6 H.) ; Ecclesia de Monceaus vers 1240 ; Parrochia Sancti Nicholai de Monchiaux en 1348 ; Monceaux en 1371 ; Mouchiax en 1389 et 1392 ; de Monchaulx en 1419 ; de Monceaulx en 1420 (Archives Nationale, P. 284-2-303-514.) ; Eglise de Moncel en 1429 (Archives départementales de la Seine-Maritime, 30-31.) ; Mouchaux en 1433 (Archives départementales de la Seine-Maritime, G 3268.) ; Les hospitaliers de Monceaux en 1451 (Archives départementales de la Seine-Maritime, G. 8226-8254) ; Ecclesia Sancti Nicolai de Moncheaux en 1480 (Archives départementales de la Seine-Maritime, G 9471.) ; Chapelle Saint Fiacre de Mouchaulx en 1484 (Archives départementales de la Seine-Maritime, B Echiquier.) ; Mouceaux en 1494 et 1495 (Archives départementales de la Seine-Maritime, G 81.) et Monchiaux en 1494 (Archives de Seine-Maritime G. 1535.) ; Fief de Monchaulx en 1503 ; Ville de Monchaux en 1520 (Archives de Seine-Maritime E Comté d'Eu Inventaire 61.) ; Hostel Dieu de Monchaux en 1567; Bourg de Monchaulx en 1568 (Archives départementales de la Seine-Maritime, E Tab. Blangy.) ; Monceaux en 1595 (Archives départementales de la Seine-Maritime, Tab. Rouen.) ; de Mouchellis au XVIe siècle (Archives départementales de la Seine-Maritime, G 4.) ; Monchaux en 1660 ; Ecclesie Sancti Arnaldi de Mouchault en 1668 (Archives départementales de la Seine-Maritime, G 1546.) ; Saint Nicolas de Monchaux et Chapelle ou hopital de Monchaux en 1716 (Archives départementales de la Seine-Maritime, G. 740.) ; Monchaux en 1715 (Frémont) et en 1757 (Cassini); Garderie de Montchaux en 1768.
Soreng est attesté sous les formes Ecclesia de Sorenc en 1177; Feodum de Soren vers 1210 ; Miles de Sorenc en 1221; Sorenc en 1337 et en 1431 (Longnon) ; Soreng entre 1433 et 1460 ; Sorenc au XVIe siècle, entre 1648 et 1704 (Pouillé) ; Sorang en 1680 et 1682 ; Soran en 1683 ; Ecclesie Sancti Martini de Sorent en 1701 ; Soreng 1715 (Frémont) et en 1757 (carte de Cassini).
Les habitants de Monchaux-Soreng sont appelés les Monchaliens, Monchaliennes.

## Histoire

### Moyen Âge
Le château de Monchaux, qui aurait été construit à la fin du XIVe siècle, « était composé d’un gros donjon. Une porte de grès avec pont-levis, puis une allée de cinq à six perches, couverte d’un bon parapet, puis, une deuxième porte, aussi de grès, avec un pont dormant, y donnaient entrée. À ce donjon était annexée une grande basse-cour, close de murailles et de fossés, ayant de belles écuries qui furent vendues en 1848  ».

### Temps modernes
Bourg dépendant du comté d'Eu en 1660, autrefois fermé de murailles.

### Révolution française et Empire
Les anciennes paroisses de l’Epinoy et de Soreng sont réunies en 1790 par la Révolution française pour former la commune de Soreng l’Epinoy. La Révolution crée également la commune de Monchaux

### Époque contemporaine
Monchaux est réunie à Soreng-l'Épinay sous le nom de Monchaux-Soreng  par une ordonnance royale du 12 décembre 1823.
La Ligne d'Épinay - Villetaneuse au Tréport - Mers est mise en service en 1873, et sa section desservant la commune est tout d'abord exploitée par la compagnie du chemin de fer du Tréport avant d'être reprise par la compagnie des chemins de fer du Nord en 1881. Une gare a existé à Monchaux, facilitant les déplacements des habitants et les transports des marchandises, à une époque où le chemin de fer était le seul à le permettre commodément.. 

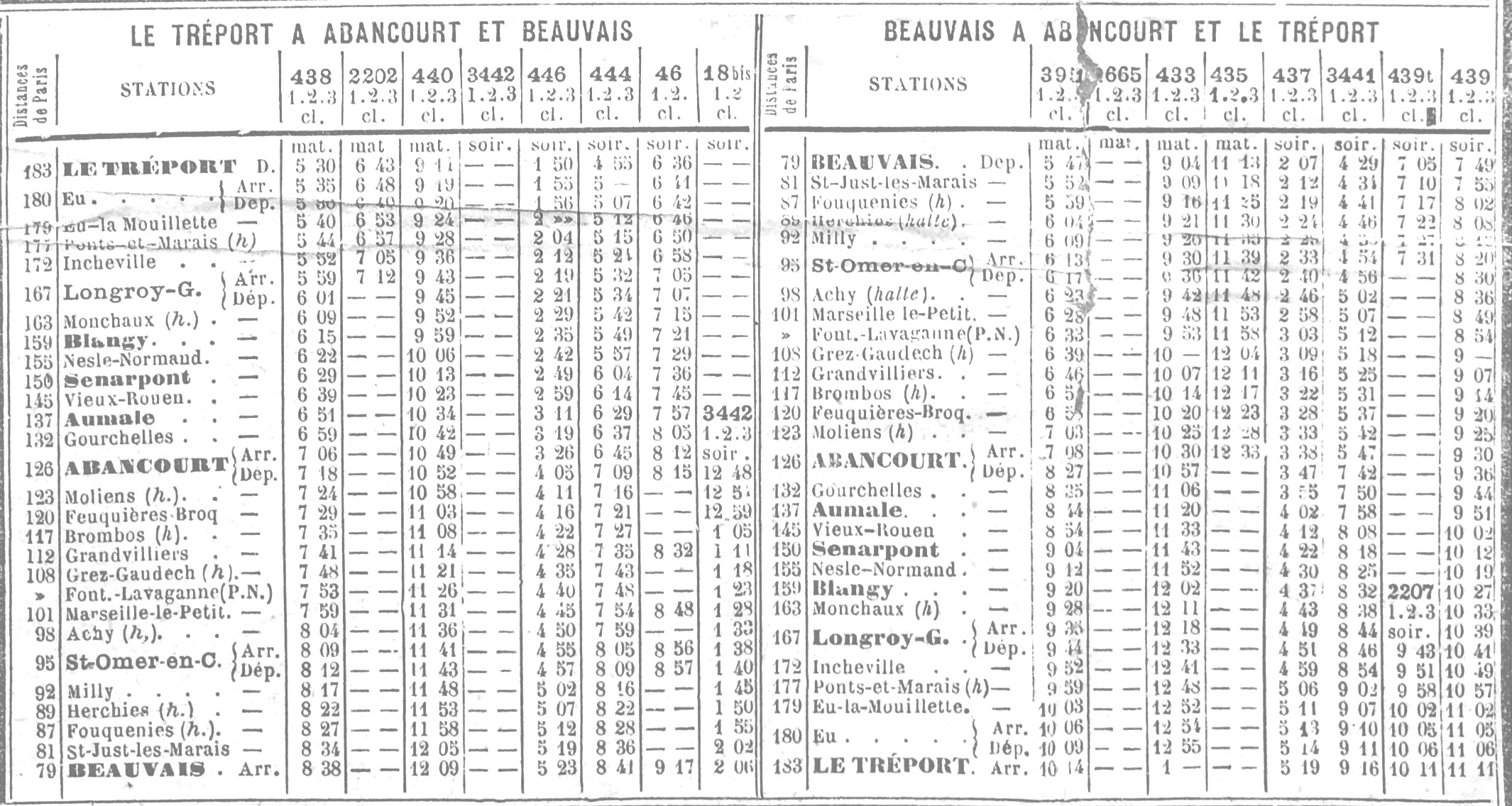
Horaires de la ligne en hiver 1890.

Le 18 novembre 1933, un Avr 626 Tutor s'y écrase, coûtant la vie aux deux aviateurs égyptiens.

## Politique et administration

### Rattachements administratifs et électoraux

#### Rattachements administratifs
La commune se trouve depuis 1926 dans l'arrondissement de Dieppe du département de la Seine-Maritime.
Elle faisait partie depuis 1802 du canton de Blangy-sur-Bresle. Dans le cadre du redécoupage cantonal de 2014 en France, cette circonscription administrative territoriale a disparu, et le canton n'est plus qu'une circonscription électorale.

#### Rattachements électoraux
Pour les élections départementales, la commune fait partie depuis 2014 du canton d'Eu.
Pour l'élection des députés, elle fait partie de la sixième circonscription de la Seine-Maritime.

### Intercommunalité
Monchaux-Soreng était membre de la communauté de communes de Blangy-sur-Bresle, un établissement public de coopération intercommunale (EPCI) à fiscalité propre créé fin 2001 et auquel la commune avait transféré un certain nombre de ses compétences, dans les conditions déterminées par le code général des collectivités territoriales.
Dans le cadre des dispositions de la loi portant nouvelle organisation territoriale de la République du 7 août 2015, qui prévoit que les établissements publics de coopération intercommunale (EPCI) à fiscalité propre doivent avoir un minimum de 15 000 habitants, cette intercommunalité a fusionné avec sa voisine pour former, le 1er janvier 2017, la communauté de communes interrégionale Aumale - Blangy-sur-Bresle, dont est désormais membre la commune.

### Liste des maires
| Période                                  | Période                        | Identité           | Étiquette   | Qualité |
| ---------------------------------------- | ------------------------------ | ------------------ | ----------- | --- |
| Les données manquantes sont à compléter. |                                |                    |             | |
|                                          |                                |                    |             | |
| 1935                                     |                                | Joseph Bailly      |             | |
|                                          |                                |                    |             | |
| avant 1988                               |                                | Gérard Vallée      |             | |
|                                          |                                |                    |             | |
| 2002                                     | En cours (au 13 décembre 2023) | Jean-Claude Quénot | SE puis DVD | Vice-président de la CC interrégionale Aumale - Blangy-sur-Bresle (2017 → ) Réélu pour le mandat 2020-2026, |

## Équipements et services publics
La commune dispose d'une salle des fêtes, rénovée en 2023.

### Enseignement
Au niveau de l'enseignement primaire, les communes de Rieux, Bazinval et Monchaux-Soreng sont associées au sein d'un regroupement pédagogique pour l'accueil de leurs élèves.

## Démographie

### Évolution démographique
L'évolution du nombre d'habitants est connue à travers les recensements de la population effectués dans la commune depuis 1793. Pour les communes de moins de 10 000 habitants, une enquête de recensement portant sur toute la population est réalisée tous les cinq ans, les populations de référence des années intermédiaires étant quant à elles estimées par interpolation ou extrapolation. Pour la commune, le premier recensement exhaustif entrant dans le cadre du nouveau dispositif a été réalisé en 2005.

En 2022, la commune comptait 613 habitants, en évolution de −6,41 % par rapport à 2016 (Seine-Maritime : +0,35 %, France hors Mayotte : +2,11 %).
| 1793 | 1800 | 1806 | 1821 | 1831 | 1836 | 1841 | 1846 | 1851 |
| ---- | ---- | ---- | ---- | ---- | ---- | ---- | ---- | ---- |
| 380  | 343  | 358  | 308  | 555  | 555  | 570  | 532  | 539  |

| 1856 | 1861 | 1866 | 1872 | 1876 | 1881 | 1886 | 1891 | 1896 |
| ---- | ---- | ---- | ---- | ---- | ---- | ---- | ---- | ---- |
| 525  | 505  | 492  | 475  | 458  | 407  | 385  | 341  | 354  |

| 1901 | 1906 | 1911 | 1921 | 1926 | 1931 | 1936 | 1946 | 1954 |
| ---- | ---- | ---- | ---- | ---- | ---- | ---- | ---- | ---- |
| 355  | 377  | 380  | 354  | 410  | 427  | 459  | 464  | 459  |

| 1962 | 1968 | 1975 | 1982 | 1990 | 1999 | 2005 | 2006 | 2010 |
| ---- | ---- | ---- | ---- | ---- | ---- | ---- | ---- | ---- |
| 475  | 438  | 481  | 576  | 644  | 668  | 649  | 653  | 644  |

| 2015 | 2020 | 2022 | - | - | - | - | - | - |
| ---- | ---- | ---- | - | - | - | - | - | - |
| 650  | 622  | 613  | - | - | - | - | - | - |

### Manifestations culturelles et festivités
Pour commémorer le Débarquement de Normandie, un campement militaire américain  a été organisé sur le pré communal du 6 au 8 mai 2023, réunissant une quinzaine de véhicules militaires, deux ambulances et des Jeep, GMC, char et des passionnés en uniformes d'époque.

## Culture locale et patrimoine

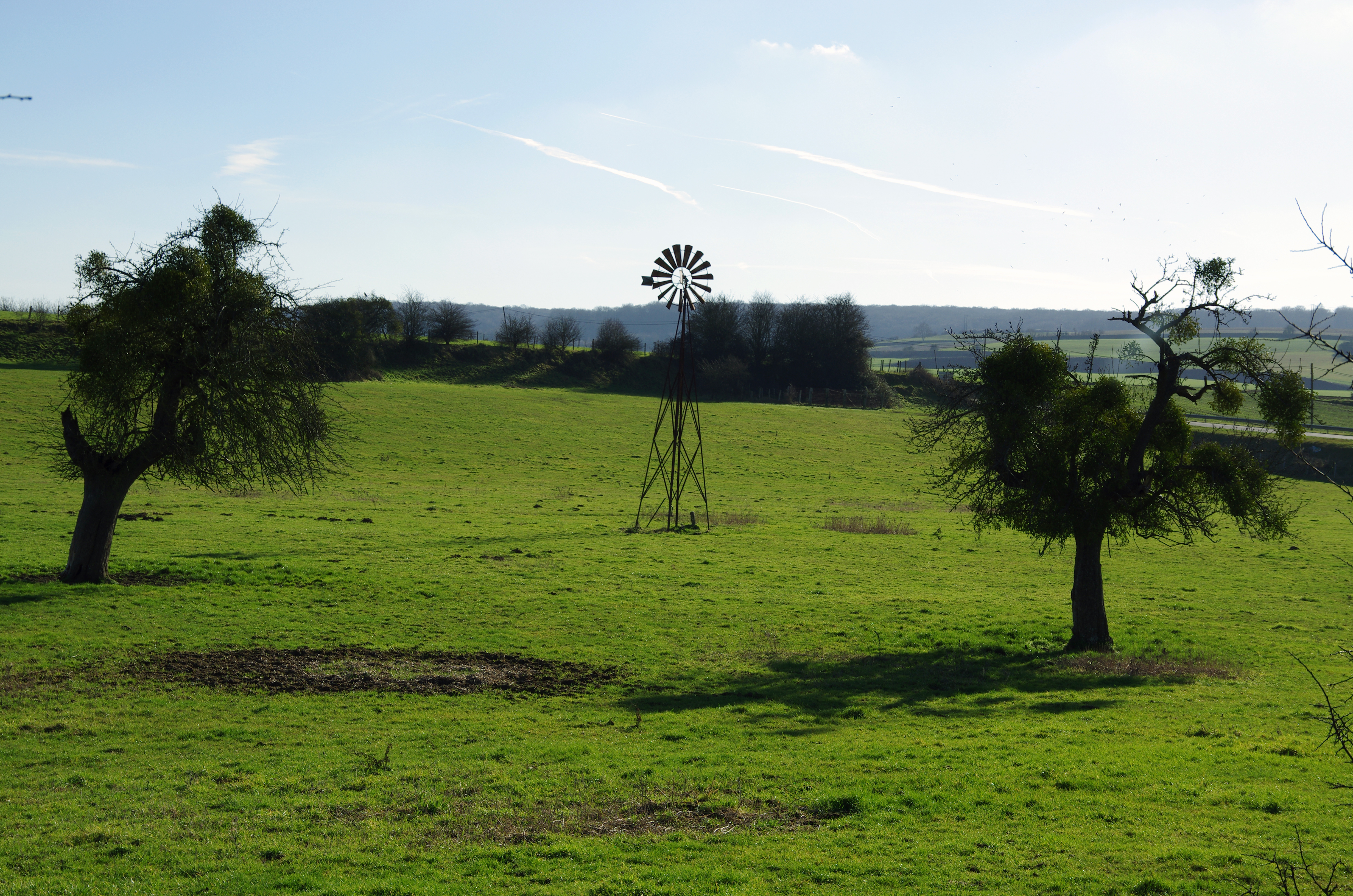
Éolienne entre pommiers en péril.

### Lieux et monuments

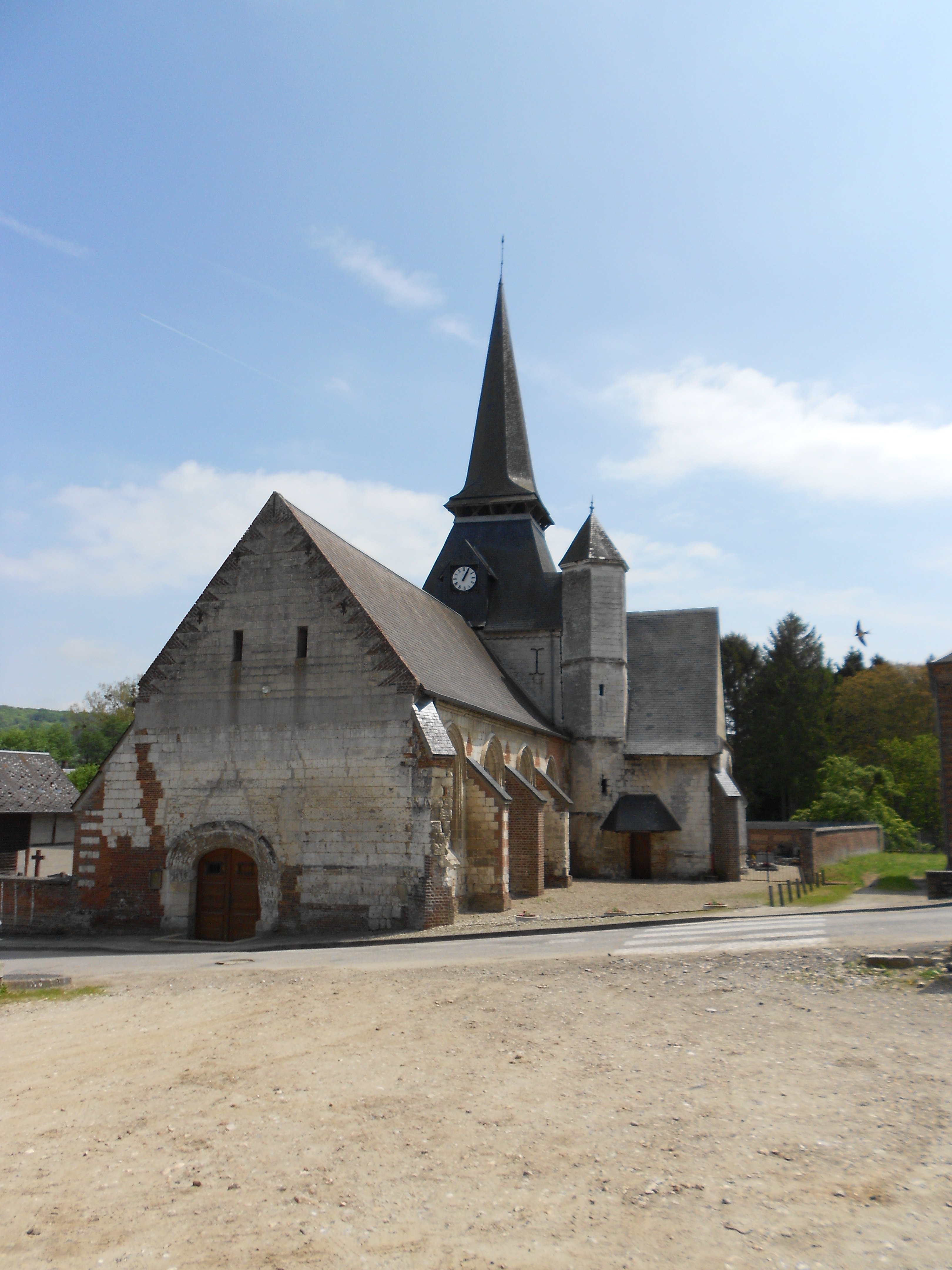
Église de Monchaux-Soreng.

- Église Saint-Martin dont la flèche du clocher est ornée d'une croix losangique.

### Héraldique
| Blason de Monchaux-Soreng | Blason  | D'argent fretté de gueules, au franc quartier d'azur chargé d'une fleur de lis d'or. |
| Blason de Monchaux-Soreng | Détails | Le statut officiel du blason reste à déterminer.                                     |

## Pour approfondir